# Alessio Di Chirico
Alessio Di Chirico (Roma, Italia, 12 de diciembre de 1989) es un artista marcial mixto italiano que compite en la división de peso medio de Ultimate Fighting Championship (UFC).

## Primeros años
Di Chirico nació en Roma, Italia. Asistió a la Universidad del Foro Itálico, especializándose en Deporte y Ciencias. Empezó a jugar al fútbol americano cuando era joven y fue el linebacker de los Grizzlies de Roma desde 2008 hasta 2011. Empezó a entrenar MMA para perder peso y su amigo Giovanni Pinelli le presentó las MMA, y decidió pasar a las MMA desde el fútbol americano después de 2011. Se unió a Roman Gymnasium Hung Mun y comenzó su entrenamiento de MMA allí.

## Carrera de artes marciales mixtas

### Federación Internacional de Artes Marciales Mixtas
La Federación Internacional de Artes Marciales Mixtas, en asociación con Tuff-N-Uff, organizó el primer Campeonato Mundial de MMA Amateur en Las Vegas en 2014 y Di Chirico ganó el título amateur de peso ligero de la Federación Internacional de Artes Marciales Mixtas (IMMAF) el 1 de julio.
 Di Chirico afirmó que ganar el campeonato mundial de la IMMAF fue el mejor momento de su carrera: "Gané el campeonato mundial de la IMMAF en Las Vegas y levanté la bandera muy alto y con mucho orgullo por primera vez en mi vida".

### Carrera temprana
Di Chirico luchó en las promociones con sede en Europa y acumuló un récord de 9-0 antes de unirse a la UFC.

### Ultimate Fighting Championship
Di Chirico hizo su debut en la promoción en UFC Fight Night: Rothwell vs. dos Santos el 10 de abril de 2016.  Se enfrentó a Bojan Veličković y perdió el combate por decisión unánime.
El 27 de agosto de 2016, Di Chirico se enfrentó a Garreth McLellan en UFC on Fox: Maia vs. Condit. Ganó el combate por decisión dividida.
Se enfrentó a Eric Spicely en UFC on Fox: Shevchenko vs. Peña el 28 de enero de 2017. Perdió el combate por sumisión (estrangulamiento por triángulo) en el primer asalto.
Se esperaba que Di Chirico se enfrentara a Rafael Natal en UFC on Fox: Weidman vs. Gastelum el 22 de julio de 2017. Sin embargo, Di Chirico se retiró en las semanas previas al evento debido a una lesión en el cuello y fue reemplazado por el recién llegado promocional Eryk Anders.
Di Chirico se enfrentó a Oluwale Bamgbose el 16 de diciembre de 2017 en UFC on Fox: Lawler vs. dos Anjos. Ganó el combate por nocaut en el segundo asalto. Esta victoria le valió la bonificación de la Actuación de la Noche.
Di Chirico se enfrentó a Julian Marquez el 6 de julio de 2018 en The Ultimate Fighter 27 Finale. En el pesaje, Julian Marquez pesó 190 libras, cuatro libras por encima del límite de peso medio de 186. Fue multado con el 30% de su bolsa de pelea a Di Chirico y el combate procedió a un peso acordado. Ganó el combate por decisión dividida.
Se esperaba que Di Chirico se enfrentara a Jared Cannonier el 17 de noviembre de 2018 en UFC Fight Night: Magny vs. Ponzinibbio. Sin embargo, se informó el 19 de octubre de 2018 que Cannonier se enfrentaría a David Branch en UFC 230 y Di Chirico fue retirado de la tarjeta.
Se esperaba que Di Chirico se enfrentara a Tom Breese el 17 de marzo de 2019 en UFC Fight Night: Till vs. Masvidal. Sin embargo, Di Chirico se retiró del combate a principios de enero alegando una lesión no revelada y una posterior operación.
Di Chirico se enfrentó a Kevin Holland el 22 de junio de 2019 en UFC Fight Night: Moicano vs. Korean Zombie. Perdió el combate por decisión unánime.
Se esperaba que Di Chirico se enfrentara a Peter Sobotta el 28 de septiembre de 2019 en UFC Fight Night: Hermansson vs. Cannonier. Sin embargo, Sobotta se vio obligado a abandonar el combate por una lesión y fue sustituido por el recién llegado a la promoción Makhmud Muradov. Perdió el combate por decisión unánime.
Di Chirico estaba vinculado a luchar contra el recién llegado a la promoción Antônio Arroyo el 16 de noviembre de 2019 en UFC Fight Night: Błachowicz vs. Jacaré, sin embargo, se anunció el 24 de octubre de 2019 que Arroyo estaba programado para luchar contra André Muniz en su lugar.
Di Chirico tenía previsto enfrentarse a Abu Azaitar el 11 de abril de 2020 en UFC Fight Night: Overeem vs. Harris. Debido a la pandemia de COVID-19, el evento fue finalmente cancelado.
Di Chirico se enfrentó a Zak Cummings el 29 de agosto de 2020 en UFC Fight Night: Smith vs. Rakić. Perdió el combate por decisión unánime.
Di Chirico se enfrentó a Joaquin Buckley el 16 de enero de 2021 en UFC on ABC: Holloway vs. Kattar. Ganó el combate en el primer asalto por medio de una patada en la cabeza. Esta victoria le valió el premio a la Actuación de la Noche.
Di Chirico estaba programado para enfrentarse a Roman Dolidze el 5 de junio de 2021 en UFC Fight Night: Rozenstruik vs. Sakai. Sin embargo, Di Chirico se retiró del concurso a mediados de mayo por una lesión. Fue sustituido por Laureano Staropoli.
Di Chirico estaba programado para enfrentarse al recién llegado promocional Aliaskhab Khizriev el 28 de agosto de 2021 en UFC on ESPN: Barboza vs. Chikadze. Sin embargo, Khizriev fue retirado del evento por una lesión y Di Chirico estaba programado para enfrentarse a Abdul Razak Alhassan después de que su oponente se quedara sin oponente en el mismo evento. Di Chirico perdió el combate por nocaut a los diecisiete segundos del primer asalto.

## Campeonatos y logros
- Ultimate Fighting Championship
  - Actuación de la Noche (dos veces)  vs. Oluwale Bamgbose y Joaquin Buckley[22][43]

## Vida personal
Di Chirico es fundador de su actual equipo de MMA, el GLORIA Fight Center, con sede en Roma.
Di Chirico considera que los luchadores italianos de MMA son caballeros en lugar de gladiadores para los italianos. Los luchadores de MMA son caballeros que se comprometen a luchar por un principio y por una idea, según su filosofía.
Di Chirico tiene un hijo llamado Leone, nacido en Roma

Los gladiadores son esclavos. El lema de mi equipo "No somos Gladiadores, somos Caballeros".

Di Chirico también tiene un bar en Roma.

## Récord en artes marciales mixtas
| Resultado | Récord | Oponente             | Método                                    | Evento                                     | Fecha                    | Ronda | Tiempo | Localización                  | Notas                                                                  |
| --------- | ------ | -------------------- | ----------------------------------------- | ------------------------------------------ | ------------------------ | ----- | ------ | ----------------------------- | ---------------------------------------------------------------------- |
| Derrota   | 13-6   | Abdul Razak Alhassan | KO (patada en la cabeza)                  | UFC on ESPN: Barboza vs. Chikadze          | 28 de agosto de 2021     | 1     | 0:17   | Las Vegas, Nevada             |                                                                        |
| Victoria  | 13-5   | Joaquin Buckley      | KO (patada en la cabeza)                  | UFC on ABC: Holloway vs. Kattar            | 16 de enero de 2021      | 1     | 2:12   | Abu Dhabi                     | Actuación de la Noche.                                                 |
| Derrota   | 12-5   | Zak Cummings         | Decisión (unánime)                        | UFC Fight Night: Smith vs. Rakić           | 29 de agosto de 2020     | 3     | 5:00   | Las Vegas, Nevada             |                                                                        |
| Derrota   | 12-4   | Makhmud Muradov      | Decisión (unánime)                        | UFC Fight Night: Hermansson vs. Cannonier  | 28 de septiembre de 2019 | 3     | 5:00   | Copenhague                    |                                                                        |
| Derrota   | 12-3   | Kevin Holland        | Decisión (unánime)                        | UFC Fight Night: Moicano vs. Korean Zombie | 22 de junio de 2019      | 3     | 5:00   | Greenville, Carolina del Sur  |                                                                        |
| Victoria  | 12-2   | Julian Marquez       | Decisión (dividida)                       | The Ultimate Fighter: Undefeated Finale    | 6 de julio de 2018       | 3     | 5:00   | Las Vegas, Nevada             | Combate de peso acordado (190 libras); Marquez no cumplió con el peso. |
| Victoria  | 11-2   | Oluwale Bamgbose     | KO (rodillazo)                            | UFC on Fox: Lawler vs. dos Anjos           | 16 de diciembre de 2017  | 2     | 2:14   | Winnipeg, Manitoba            | Actuación de la Noche.                                                 |
| Derrota   | 10-2   | Eric Spicely         | Sumisión (estrangulamiento por triángulo) | UFC on Fox: Shevchenko vs. Peña            | 28 de enero de 2017      | 1     | 2:14   | Denver, Colorado              |                                                                        |
| Victoria  | 10-1   | Garreth McLellan     | Decisión (dividida)                       | UFC on Fox: Maia vs. Condit                | 27 de agosto de 2016     | 3     | 5:00   | Vancouver, Columbia Británica |                                                                        |
| Derrota   | 9-1    | Bojan Veličković     | Decisión (unánime)                        | UFC Fight Night: Rothwell vs. dos Santos   | 10 de abril de 2016      | 3     | 5:00   | Zagreb                        |                                                                        |
| Victoria  | 9-0    | Andrzej Grzebyk      | Decisión (unánime)                        | FEN 9: Go For It                           | 7 de noviembre de 2015   | 3     | 5:00   | Breslavia                     |                                                                        |
| Victoria  | 8-0    | André Reinders       | TKO (puñetazos)                           | Caveam: Bitva Roku 2015                    | 19 de marzo de 2015      | 3     | 5:00   | Praga                         |                                                                        |
| Victoria  | 7-0    | Adam Kowalski        | TKO (puñetazos)                           | Professional League of MMA 47              | 30 de enero de 2015      | 2     | 2:40   | Varsovia                      | Debut en el peso medio.                                                |
| Victoria  | 6-0    | Giovanni Luciani     | Sumisión (estrangulamiento por detrás)    | Centurion Fighting Championship            | 21 de junio de 2014      | 2     | 0:41   | Guidonia Montecelio           |                                                                        |
| Victoria  | 5-0    | Cristian Magro       | TKO (puñetazos)                           | Storm FC 5                                 | 12 de octubre de 2013    | 1     | 4:15   | Roma, Italia                  |                                                                        |
| Victoria  | 4-0    | Oleg Medvedev        | Sumisión (bloqueo de llave)               | White Rex: Tana Delle Tigri 1              | 31 de mayo de 2013       | 1     | 3:54   | Roma, Italia                  |                                                                        |
| Victoria  | 3-0    | Daniele D'Angelo     | TKO (puñetazos)                           | Storm FC 3                                 | 23 de marzo de 2013      | 1     | 1:25   | Roma, Italia                  |                                                                        |
| Victoria  | 2-0    | Issa Saidi           | Sumisión (estrangulamiento por detrás)    | Ronin FC 2                                 | 24 de febrero de 2012    | 1     | 2:48   | Roma, Italia                  |                                                                        |
| Victoria  | 1-0    | Mohamed Anoir        | Sumisión (estrangulamiento por detrás)    | Ronin FC 1                                 | 9 de diciembre de 2011   | 1     | 2:55   | Roma, Italia                  |                                                                        |